# Blenden (Militär)
Beim Militär bedeutet Blenden oder Blendung, dem Feind für eine begrenzte Zeit die Sicht zu nehmen und ihn dadurch an der Beobachtung sowie an beobachtetem Feuer zu hindern oder in seinen Bewegungen zu behindern. Blenden gehört zu den Feueraufträgen der Artillerie, die auf diese Anforderung Nebelgranaten auf die entsprechenden Geländepunkte verschießt. Durch den aufwallenden Rauch (Nebel) wird der Gegner im militärischen Sinn geblendet.
Panzer können sich durch eigene Nebelmittelwurfanlagen selbst der feindlichen Sicht entziehen, was jedoch nicht als Blenden, sondern als Nebeln bezeichnet wird.
Infanterie blendet aufgesessenen (auf oder in Fahrzeugen sitzenden) Feind gewöhnlich mit Handflammpatronen.